# Doyle Baird
Doyle Baird (15 aprile 1938) è un ex pugile statunitense, due volte avversario di Nino Benvenuti e sfidante al titolo mondiale WBA dei pesi mediomassimi.

## Biografia
Fullmer nacque in Tennessee ed era figlio di un pastore protestante. Trasferitosi ad Akron si mise a fare il fonditore ma poi ebbe problemi con la giustizia, tanto da essere condannato per rapina a mano armata e per omicidio colposo. Si avvicinò al pugilato in carcere.

### Carriera pugilistica
Baird entrò tardi nel professionismo, a 26 anni. Dopo aver combattuto solo 22 match, tutti con pugili di basso livello e riportando anche due sconfitte, affrontò da perfetto sconosciuto all'Akron Rubber Bowl il campione del Mondo dei pesi medi Nino Benvenuti in un incontro senza titolo in palio.
L'italiano salì sul ring ritenendo di affrontare poco più che un allenamento e invece il match si trasformò ben presto in una rissa. I contendenti scivolarono a terra una volta a testa, senza essere contati. Dopo dieci riprese il verdetto della giuria di provincia, tutta statunitense, fu di parità. Un giudice assegnò addirittura un ininfluente punto di vantaggio a Baird.
Un anno dopo a Cleveland Baird sconfisse Don Fullmer già sfidante ufficiale di Benvenuti e da questi sconfitto ai punti subito dopo il match pari con l'ex fonditore. Anche in questo caso il verdetto fu contrastato perché un giudice aveva visto vincitore Fullmer per un punto.
Tre mesi dopo, nuovamente a Cleveland, Baird fu sconfitto ai punti in dieci riprese dal due volte ex Campione del Mondo Emile Griffith, con verdetto unanime.
Il 12 settembre 1970, a Bari, senza titolo in palio, Benvenuti consumò la propria vendetta sull'ex fonditore, punendolo per knock-out tecnico in dieci riprese. Baird subì un primo conteggio al 9º round e poi altri due alla decima ripresa. A meno di un minuto dal termine, non fu più ritenuto in grado di proseguire e l'arbitro interruppe il match attribuendo la vittoria a Benvenuti.
15 dicembre 1971, sempre a Cleveland, Baird tentò la scalata al titolo mondiale WBA dei pesi mediomassimi ma fu sconfitto dal venezuelano Vicente Rondón per knock-out tecnico all'ottavo round.
Dopo questo incontro, combatté per l'ultima volta nuovamente nei medi, l'8 aprile 1972, a Lione contro Jean-Claude Bouttier che lo sconfisse per knock-out tecnico al 6º round.